# Campionati europei di Formula Kite
I Campionati europei di Formula Kite  sono una competizione sportiva annuale organizzata dalla Federazione Internazionale della Vela. La prima edizione si è svolta nel 2011 a Sopot.

## Edizioni
| Edizione | Anno | Città         |
| -------- | ---- | ------------- |
| I        | 2012 | Gizzeria      |
| II       | 2014 | Mielno        |
| III      | 2015 | Bozcaada      |
| IV       | 2016 | Cagliari      |
| V        | 2017 | Istanbul      |
| VI       | 2018 | Warnemuende   |
| VII      | 2019 | Oristano      |
| VIII     | 2020 | Puck          |
| IX       | 2021 | Montpellier   |
| X        | 2022 | Lepanto       |
| XI       | 2023 | Portsmouth    |
| XII      | 2024 | Los Alcázares |
| XIII     | 2025 | Urla          |

## Medagliere
Aggiornato al 2024
| Posiz. | Nazione     | Oro | Argento | Bronzo | Totale |
| ------ | ----------- | --- | ------- | ------ | ------ |
| 1      | Francia     | 10  | 11      | 10     | 31     |
| 2      | Regno Unito | 7   | 5       | 6      | 18     |
| 3      | Russia      | 4   | 4       | 1      | 9      |
| 4      | Italia      | 4   | 1       | 3      | 8      |
| 5      | Polonia     | 1   | 1       | 4      | 6      |
| 6      | Slovenia    | 1   | 1       | 0      | 2      |
| 7      | Monaco      | 1   | 0       | 0      | 1      |
| 8      | Germania    | 0   | 2       | 0      | 2      |
| 9      | Spagna      | 0   | 1       | 3      | 4      |
| 10     | Paesi Bassi | 0   | 1       | 0      | 1      |
| 10     | Svizzera    | 0   | 1       | 0      | 1      |
| 12     | Irlanda     | 0   | 0       | 1      | 1      |
| Totale | Totale      | 28  | 28      | 28     | 84     |